# 渡辺哲也 (ラグビー選手)
渡辺 哲也（わたなべ てつや、1979年4月13日 - ）は、埼玉県出身の日本の元ラグビー選手。

## 経歴
法政大学第一中学時代からラグビーを始め、大学、社会人（トヨタ）で活躍。
ラグビー日本代表として、2002年10月13日の韓国【第14回アジア競技会・第4回日韓定期戦】に13番センターとして元木由記雄とのコンビで出場。7人制日本代表（2002年）でもキャップを取得している。2006年に現役を引退。
その他代表歴は、学生日本代表（2001年）、日本A代表（2001年）。
高校時代は高校日本代表候補。
中学3年時に東京都大会優勝を経験。
大学時代の全国大学ラグビーフットボール選手権大会では、2000年度に準優勝、2001年度にベスト4を経験。

## プロフィール
- 埼玉県越谷市出身
- 身長 178 cm[1]、体重 86 kg[1]
- 引退後はトヨタで、スポーツ強化・地域貢献部 スポーツイベントグループ長[4]

2019年ラグビーワールドカップ豊田大会のレガシー作りの一環として、豊田スポーツアカデミーを創設。
- 日本代表キャップは1[5]。